# Чикой (село)
Чикой (рос. Чикой) — село (з 1938 по 2004 — селище міського типу) Кяхтинського району, Бурятії Росії. Входить до складу Чикойського сільського поселення.
Населення — 704 особи (2015 рік).